# Formación Alter do Chão
La Formación Alter do Chão (en portugués: Formação Alter do Chão) es una formación geológica sedimentaria de edad cretácica en la Amazonia de Brasil. La formación aflora en diversos barrancos de río. Compone de arenisca, conglomerado y arcillolitas. La formación ha sido interpretada como el depósito de un sistema fluvial con meandros. La formación se encuentra en la cuenca del Amazonas, una cuenca sedimentaria intracratónica que no debe confundirse con la cuenca hidrográfica del Amazonas. La formación fue definida por primera vez en 1954 por el geólogo P. Kistler. El espesor de esta formación llega a los 5000 m. Estudios de circones en los estratos sugieren una proveniencia de los sedimentos de la provincia geológica de Maroni-Itacaiúnas del cratón amazónico. Paleocorrientes medidas en los estratos sugieren indican un movimiento hacia el sur y suroeste de los caudales.